# Souleymane Cissokho
Souleymane Diop Cissokho (4 luglio 1991) è un pugile francese.

## Palmarès

### Olimpiadi
- 1 medaglia:
  - 1 bronzo (Rio de Janeiro 2016 nei pesi welter)